# Wang Shipeng
Dans ce nom, le nom de famille, Wang, précède le nom personnel.
Wang Shipeng, (en chinois : 王仕鹏, en Hanyu pinyin : Wáng Shìpéng), né le 6 avril 1983 à Dandong en Chine, est un joueur de basket-ball chinois, évoluant au poste d'arrière et d'ailier.